# Classe River (sous-marin)
Pour les autres classes de navires du même nom, voir Classe River.
La classe River (ou classe Thames) est une  classe de trois sous-marins construit par la Royal Navy dans le début des années 1930.

## Conception
Cette classe fut la dernière tentative de l'Amirauté britannique pour produire des sous-marins capables de naviguer avec des navires de surface. La conception date les années 1920 et les trois unités ont été construites, au début de 1930, aux chantiers Vickers de Barrow-in-Furness.
Ces unités furent équipées du moteur Diesel développé par l'ingénieur Harry Ricardo pour obtenir un maximum de vitesse en surface.

## Service
Pendant la Seconde Guerre mondiale ils ont d'abord opéré en mer du Nord puis en Mer Méditerranée.
Le HMS Thames est perdu au large de la Norvège le 23 septembre 1940. Le HMS Severn sert au ravitaillement de l'île assiégée de Malte en septembre 1941.
Les HMS Clyde et HMS Servern terminent leur service actif en Extrême-Orient. Ils sont retirés en fin 1945.

## Les sous-marins de classe River
| no de coque | Nom        | Lancement       | Service effectif  | Chantier naval                       | Fin de carrière                                           |
| ----------- | ---------- | --------------- | ----------------- | ------------------------------------ | --------------------------------------------------------- |
| N71         | HMS Thames | 26 février 1932 | 14 septembre 1932 | Vickers-Armstrongs Barrow-in-Furness | coulé sur mine entre juillet et août 1940 23 juillet 1940 |
| N57         | HMS Severn | 16 janvier 1934 | 12 janvier 1935   | Vickers-Armstrongs Barrow-in-Furness | vendu en 1946 18 avril 1943 à Bombay                      |
| N12         | HMS Clyde  | 15 mars 1934    | 12 avril 1935     | Vickers-Armstrongs Barrow-in-Furness | vendu le 30 juillet 1946 à Durban                         |